# 黄齿岩螺
黄齿岩螺（学名：Drupa ricina ricina），是新腹足目骨螺科岩螺属的一种。主要分布于中国大陆、台湾，常栖息在潮间带岩礁区、低潮线以下。